# حفره تهیگاهی
حفره تهیگاهی یا حفره ایلیاک (به انگلیسی: Iliac Fossa) یک فرورفتگی بزرگ، صاف و فرورفته در سطح درونی استخوان تهیگاهی (ایلئوم) (بخشی از ۳ استخوان واقع در مفصل ران) است.

## ساختار
حفره تهیگاهی در بالا توسط ستیغ تهیگاهی و در زیر به خط قوسی راست‌روده محدود می‌شود. این حفره از جلو و پشت با مرزهای قدامی و خلفی استخوان تهیگاهی هم‌مرز است.
حفره تهیگاهی با ماهیچه تهیگاهی در ارتباط است. عصب سدادی از پیرامون حفره تهیگاهی گذر می‌کند. این حفره در بخش درونی خود توسط یک کانال مواد مغذی سوراخ می‌شود. در زیر آن یک مرز صاف و گرد وجود دارد که خط قوسی راست‌روده نام دارد و  از قدام، پایین و درون آن می‌گذرد.
هنگامی که از صفت چپ یا راست برلی حفره تهیگاهی استفاده می‌شود (به عنوان مثال حفره تهیگاهی راست) معمولاً به معنی جای‌گرفتن در یکی از مناطق اینگوینال در ۹ ناحیه شکم است.

## نگارخانه

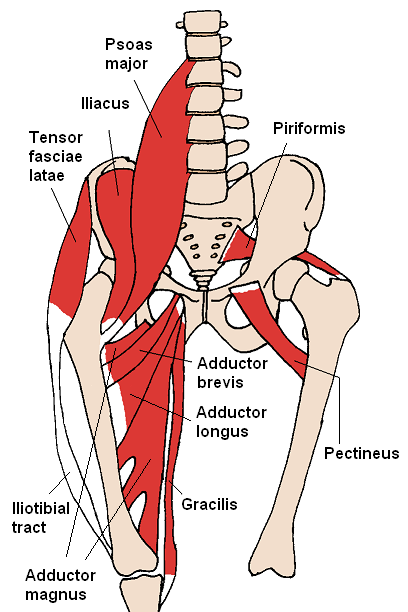
ماهیچه‌های تهیگاهی و پیرامون آن
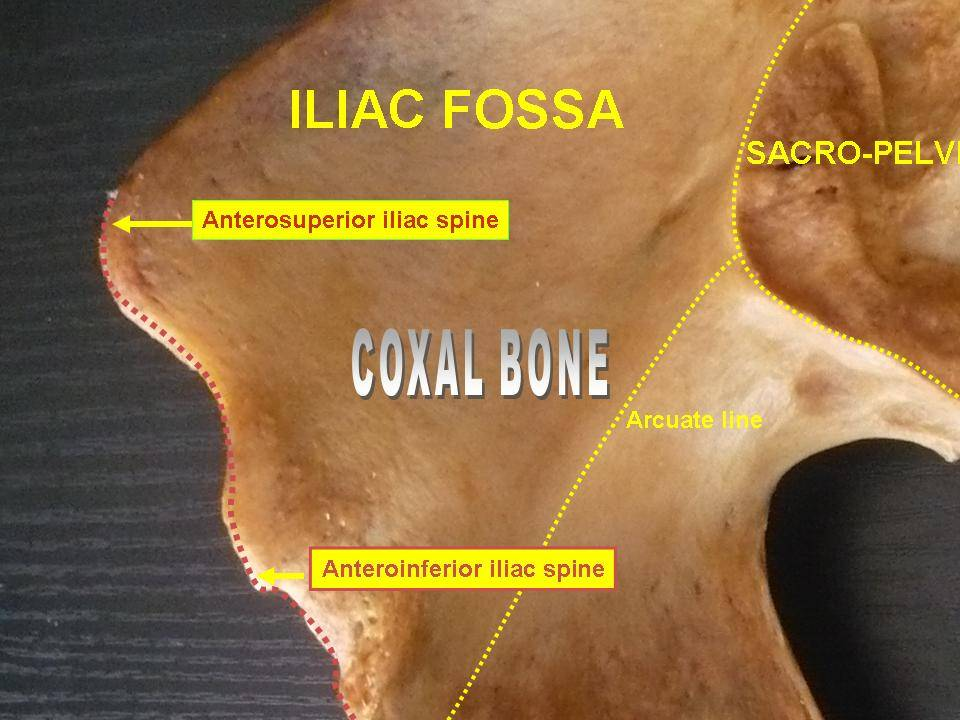
حفره تهیگاهی
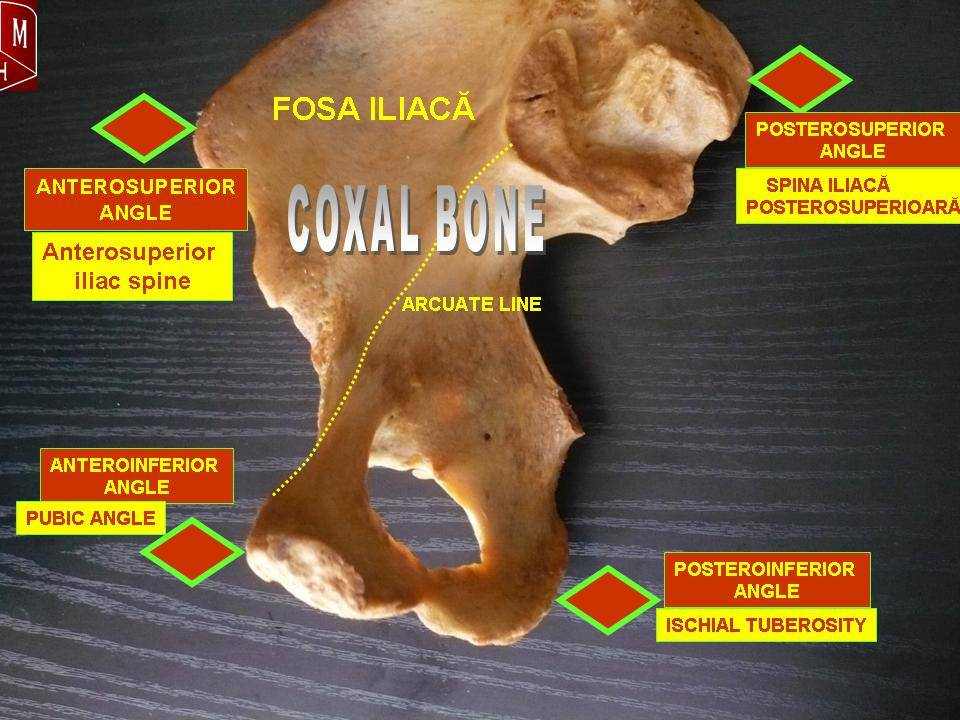
حفره تهیگاهی
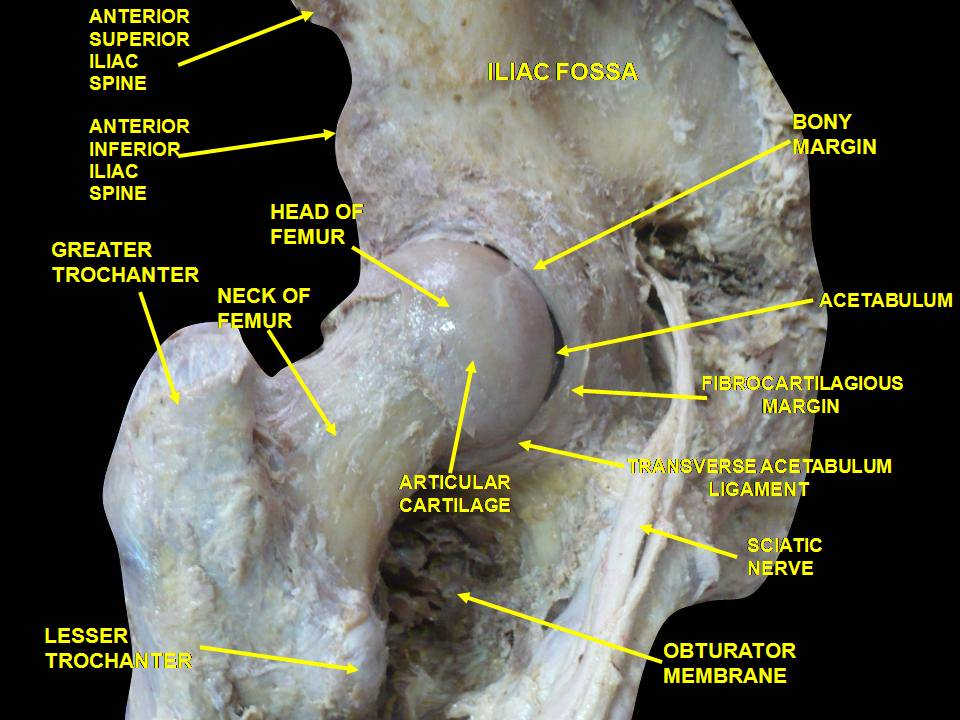
مفصل ران و نمای جانبی حفره تهیگاهی
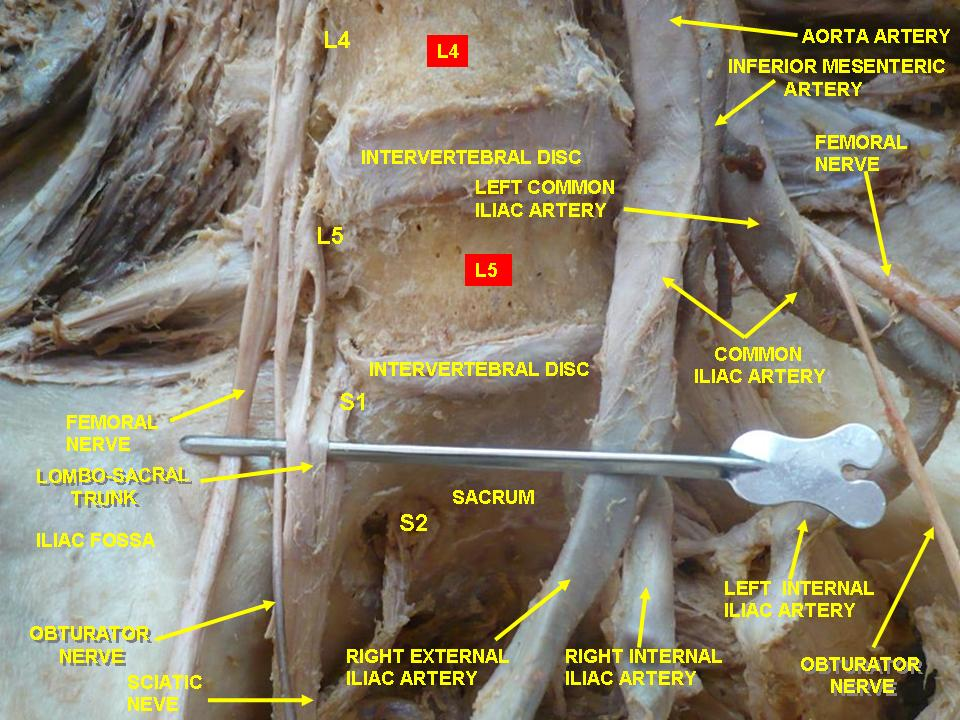
شبکه کمر و خاجی، تشریح عمیق از نمای قدامی